# 穆宣名
穆 宣名（ムー・シャンミン、ぼく せんめい、ウェード式:Mù xuān míng、1990年6月1日 - ）は、台湾の女性声優である。

## 人物
国立台湾大学法律学部法律学科卒業、華視訓練中心第46期吹き替えコース特待生。アニメ『やはり俺の青春ラブコメはまちがっている。』や『氷菓』のヒロインの声を当てたことで知られる。

## 出演
太字はメインキャラクター。

### テレビアニメ（吹き替え）
2009年
- 天元突破グレンラガン（ヨーコ・リットナー）

2010年
- 風の聖痕（大神操）

2011年
- バカとテストと召喚獣（2011年 - 2012年、姫路瑞希、工藤愛子、清水美春、坂本雄二〈幼少期〉）

2012年
- テイルズ オブ ジ アビス（アニス、ナタリア）

2013年
- 氷菓（千反田える）
- 幽☆遊☆白書（雪村螢子、ぼたん、プー、南野志保利、小兎、瑠架、円、あやめ、レナ、天沼月人、草雷、才頭、佐藤黒呼、佐藤快晴、軀、畑中秀一、氷菜、泪、食脱医師の女、修羅、棗、流石）

2014年
- BTOOOM!（ヒミコ / 御子神ヘミリア）
- やはり俺の青春ラブコメはまちがっている。（由比ヶ浜結衣）
- ノラガミ（壱岐ひより）

2015年
- 神のみぞ知るセカイ（ハクア・ド・ロット・ヘルミニウム、汐宮栞）
- 寄生獣（ミギー）
- 七つの大罪（2015年 - 2018年、ディアンヌ） - 2シリーズ

2016年
- 暗殺教室（イリーナ・イェラビッチ、奥田愛美、岡野ひなた、狭間綺羅々、律 / 自律思考固定砲台、堀部糸成、雪村あぐり）
- 極黒のブリュンヒルデ（鷹鳥小鳥 他）
- クロスアンジュ 天使と竜の輪舞（アンジュ / アンジュリーゼ・斑鳩・ミスルギ）
- ニセコイ（小野寺小咲、鶫誠士郎） - 2シリーズ
- うしおととら（井上真由子、日崎御角、杜綱純、羽生礼子、斗和子、バルトアンデルス）
- ヤング ブラック・ジャック（岡本舞子、今上エリ）
- 中二病でも恋がしたい!戀（五月七日くみん）
- 僕のヒーローアカデミア（2018年 - 2021年、麗日お茶子、耳郎響香、峰田実） - 5シリーズ

2017年
- ガーリッシュナンバー（烏丸千歳）
- この美術部には問題がある!（宇佐美みずき）

2018年
- ようこそ実力至上主義の教室へ（一之瀬帆波、佐倉愛里）
- りゅうおうのおしごと!（夜叉神天衣）
- ストライク・ザ・ブラッド（2018年 - 2021年、煌坂紗矢華〈2代目〉） - 3シリーズ

2019年
- ソードアート・オンライン オルタナティブ ガンゲイル・オンライン（レン / 小比類巻香蓮、ピーちゃん、特殊効果音）
- ルパン三世 PART5（マリー）
- 少女終末旅行（チト）
- 転生したらスライムだった件（2019年 - 2024年、シズ / 井沢静江 、ミリム・ナーヴァ、ソーカ（蒼華）、トレイニー 、エレン、アンリエッタ、クロエ・オベール、ケンヤ・ミサキ、ティス、ミュウラン、アルビス、キララ・ミズタニ、ベレッタ、ヴェルザード、ミザリー、レイン、ルミナス・バレンタイン、モミジ、マリアベル・ロッゾ、エルメシア・エル・リュ・サリオン、リティス、グレンダ、ゴブア） - 3シリーズ
- 火ノ丸相撲（五條礼奈、堀千鶴子、天王寺咲、高荷志帆 久世実和子、潮恵子）

2020年
- 鬼滅の刃（蜘蛛の鬼〈母〉）
- ドラえもん（テレビ朝日版第2期）（源静香〈代役〉、野比玉子〈代役〉）
- ゼロから始める異世界生活（2020年 - 2021年、カーミラ、セクメト、パンドラ） - 2シリーズ

2021年
- アイカツオンパレード!（姫石らき）
- 彼女、お借りします（七海麻美）
- ダーウィンズゲーム（スイ / ソータ、テミス、カエデ、ミーコ）
- 半妖の夜叉姫（日暮とわ）
- 約束のネバーランド（エマ）
- ゴッド・オブ・ハイスクール（ユ・ミラ、審判員O）
- シャドウバース（天宮ミモリ）

2022年
- 無職転生 〜異世界行ったら本気だす〜（シルフィエット、アイシャ・グレイラット）
- Fate/Grand Order -絶対魔獣戦線バビロニア-（玄奘三蔵）
- SPY×FAMILY（ベッキー・ブラックベル）） - 2シリーズ
- ハコヅメ〜交番女子の逆襲〜（藤聖子）
- 海賊王女（フェナ・ハウトマン、アルテミシア）

2023年
- カッコウの許嫁（天野エリカ）
- 機動戦士ガンダム 水星の魔女（スレッタ・マーキュリー、エリクト・サマヤ） - 2シリーズ
- 勇者パーティーを追放されたビーストテイマー、最強種の猫耳少女と出会う（ニーナ、ステラ）
- うる星やつら（ラム）
- チェンソーマン（東山コベニ、天使の悪魔）
- とんでもスキルで異世界放浪メシ（スイ、アグニ）

2024年
- わんだふるぷりきゅあ!（猫屋敷まゆ/キュアリリアン、犬飼陽子）

2025年
- ゆるキャン△（各務原なでしこ） - 2シリーズ
- アンデッドアンラック（ムイ）

### 劇場アニメ（吹き替え）
2017年
- 映画ドラえもん のび太の南極カチコチ大冒険（カーラ）

2018年
- 映画ドラえもん のび太の宝島（フロック）

2019年
- 映画 妖怪ウォッチ シャドウサイド 鬼王の復活（天野ナツメ）

2020年
- 魔女見習いをさがして（長瀬ソラ）

2021年
- えんとつ町のプペル（ルビッチ）
- ヱヴァンゲリヲン新劇場版（真希波・マリ・イラストリアス）

2022年
- 雨を告げる漂流団地（熊谷航祐）
- BLACKFOX（メリッサ、マダラ）

2023年
- 劇場版 呪術廻戦 0（祈本里香）

2024年
- 劇場版 SPY×FAMILY CODE: White（ベッキー・ブラックベル）
- 君の名は。（宮水四葉）

### 特撮（吹き替え）
- 仮面ライダーW（2012年、鳴海亜樹子)
- 仮面ライダーフォーゼ（2014年、風城美羽、野座間友子）

### ドラマ（吹き替え）
- 幽☆遊☆白書（2023年12月、Netflix、ぼたん、雪菜、浦飯温子）

### 映画（吹き替え）
- 白ゆき姫殺人事件（2015年、谷村夕子〈貫地谷しほり〉）
- 鎌倉ものがたり（2019年、一色亜紀子〈高畑充希〉）
- 焼肉ドラゴン（2020年、金美花〈桜庭ななみ〉）
- ドクター・デスの遺産（2021年、高千穂明日香〈北川景子〉）
- 約束のネバーランド（2022年、エマ〈浜辺美波〉）

### ゲーム
- Dusk Diver 酉閃町（2019年、ヤン・ユモ〈台湾版〉[2]）
- 白き鋼鉄のX2（2022年、ヤン・ユモ[3]） - DLC追加キャラクター
- Dusk Diver 2 崑崙靈動（2022年、ヤン・ユモ〈台湾版〉[4]）